# 吉崎觀音
吉崎觀音（日语：よしざき みね，1971年12月2日—），是日本男性漫畫家，鹿兒島縣出生，長崎縣諫早市發跡。1989年獲小學館新人漫畫獎，之後在新聲社《GAMEST》畫版權角色漫畫，後來加入角川書店《少年ACE》連載群。對動畫及遊戲有深入研究，也從事人物設計。曾是漫畫家克·亞樹的助手。

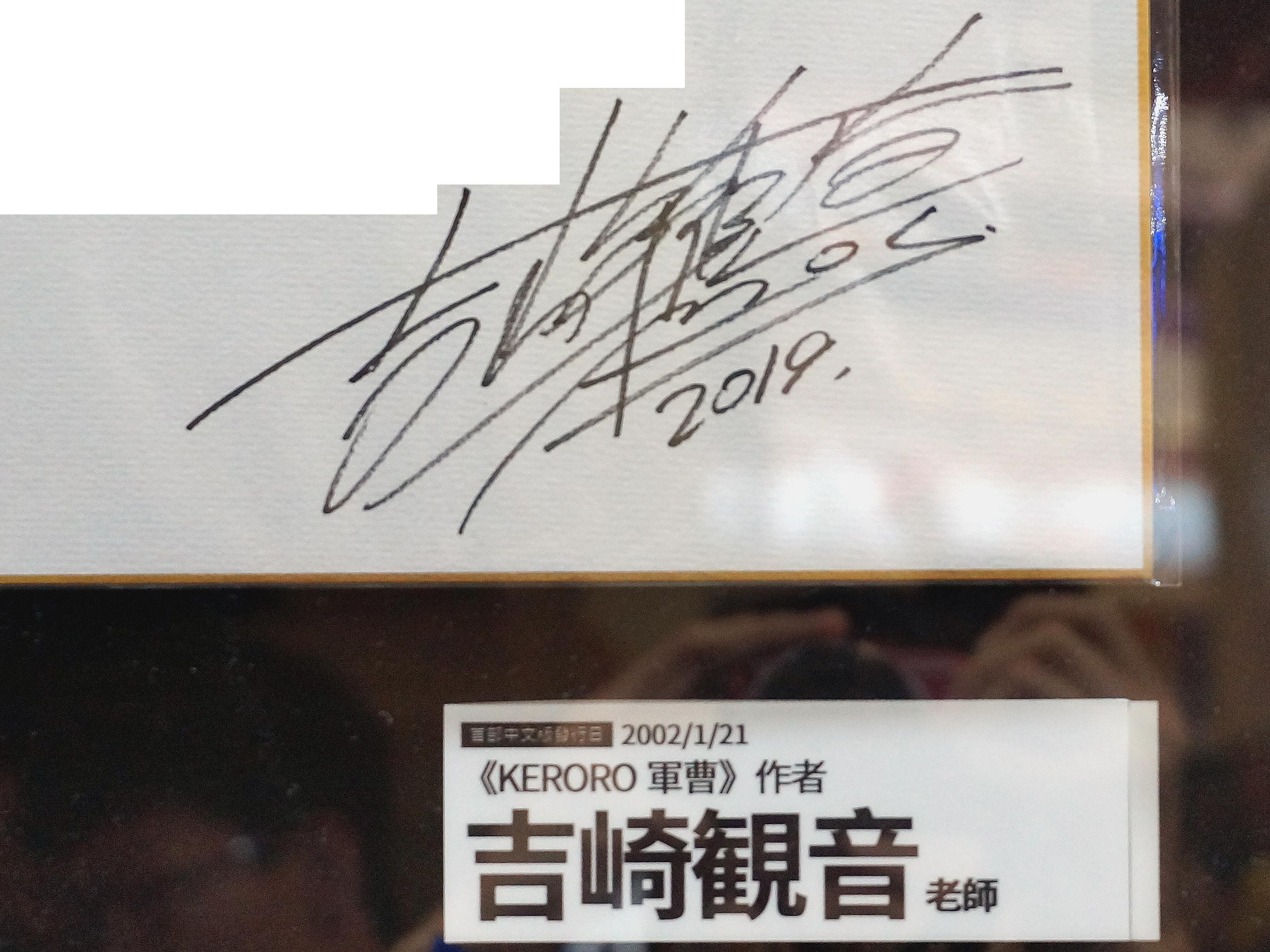
吉崎觀音簽名

吉崎氏的代表作是《KERORO軍曹》，該作品曾得到第50回小學館漫畫賞的兒童取向漫畫獎。除了單篇的漫畫作品，還曾出版插畫集《Mine bluE》，其中包括了許多早期的插畫，有許多擬人化美少女（主機、Windows、機車等，封面就是機車娘）。
他繪畫的MS少女曾在《GUNDAM ACE》的單元〈HEART!GALUTION〉多次刊出。

## 漫畫作品
- アーケードゲーマーふぶき（日语：アーケードゲーマーふぶき）（電玩少女櫻吹雪 全1卷 長鴻出版社代理）
- 宇宙X兵衛（全1卷 臺灣東販代理）
- KERORO軍曹（連載中 台灣角川代理）
- 護衛神エイト（護衛神伊特 全5卷 大然文化代理）
- ドラゴンクエストモンスターズ＋（勇者鬥惡龍之怪獸仙境 全5卷 青文出版社代理）
- メロン★サーガ（デビュー作）
- FANTA&SWEAT
- VS騎士檸檬汽水&40炎（全5卷 臺灣東販代理）
- 出たな!!ツインビー（兵蜂 青文出版社代理 全3卷）
- OSアイドルWinちゃん
- 電腦偶像サタンちゃん

## 角色設計
- 動畫新世紀福音戰士十周年計劃 - 使徒-XX
- 動畫七小花 （七人のナナ）
- PlayStation 2
- PlayStation
- Game Boy Color
- PlayStation 虹色的青春 （虹色ドッジボール 乙女たちの青春）
- 街機 對戰Hot Gimmick 3 數位衝浪 （対戦ホットギミック3 デジタルサーフィン）
- 少女巡航艦（オトメディウス）和少女巡航艦X（オトメディウスX）
- 劍魂IV - 安哥爾·菲亞（Angol Fear），創意構想源自KERORO軍曹的安哥爾·摩亞的堂姊。
- 動物朋友（けものフレンズ），遊戲與動畫全人物

## 插圖
- 角川漫畫學習系列 日本的歷史 - 第1集：日本之初 - （封面插圖）[1]

## 外部連結
- M-NET （页面存档备份，存于）（日語）
- ケロロ・アイランド（页面存档备份，存于）（日語）
- 吉崎觀音的X（前Twitter）（日語）